# Marie Stachová
Marie Stachová (1907, Vřeskovice – 1989, Praha) byla česká fotografka.

## Život a dílo
Vystudovala Umělecko-průmyslovou školu v Praze. V letech 1933–1935 byla redaktorkou a grafičkou týdeníku Světozor, kde také fotografovala, zejména sociální reportáže s Pavlem Altschulem ze severních Čech. Pro týdeník také vytvářela fotomontáže, dále fotografovala ve stylu funkcionalismu a nové věcnosti, vytvářela fotogramy. S týdeníkem spolupracovala i po svém odchodu z redakce až do počátku čtyřicátých let.